# North Cariboo Air
North Cariboo Air (mã ICAO = NCB) là hãng hàng không của Canada, trụ sở ở Calgary, Alberta. Hãng đảm nhận các chuyến bay thuê bao, kể cả cho các công ty thăm dò dầu khí và địa chất ở Canada. Căn cứ chính của hãng ở Sân bay Fort St. John, British Columbia..

## Lịch sử
North Cariboo Air được thành lập năm 1957 và bắt đầu hoạt động từ ngày 15.5.1957. Hãng do công ty North Cariboo Flying Service Limited sở hữu và có 200 nhân viên (tháng 3/2007)..

## Đội máy bay
(Tháng 3/2007):
- 2 de Havilland Canada DHC-6 Twin Otter Series 300
- 2 Raytheon Beech 1900C Airliner
- 2 Raytheon Beech 1900D Airliner
- 7 Raytheon Beech King Air 100
- 5 Raytheon Beech King Air 200
- 1 Raytheon Beech King Air 350
- 1 Raytheon Beech King Air B200
- 2 Raytheon Beech King Air C90B
- 4 Bombardier Dash 8 Q100